# Ponnsdorf
Ponnsdorf (niedersorbisch Bónojce) ist ein Ortsteil der amtsangehörigen Gemeinde Massen-Niederlausitz im Landkreis Elbe-Elster in Brandenburg. Der Ort gehört dem Amt Kleine Elster (Niederlausitz) an und war bis zum 31. Dezember 2001 eine eigenständige Gemeinde.

## Lage
Ponnsdorf liegt in der Niederlausitz, etwa drei Kilometer nördlich der Stadt Finsterwalde und vier Kilometer südöstlich der Stadt Sonnewalde. Umliegende Ortschaften sind die Sonnewalder Ortsteile Pießig im Norden und Möllendorf im Nordosten, Gröbitz im Osten, Massen im Südosten, die Stadt Finsterwalde im Süden sowie das wiederum zu Sonnewalde gehörende Münchhausen im Westen.
Ponnsdorf liegt an einem Abzweig der Kreisstraße 6230. Vom Dorf aus führt eine Straße nach Münchhausen, wo diese an der 2,5 Kilometer entfernten Bundesstraße 96 (Luckau–Finsterwalde) endet. Nördlich von Ponnsdorf fließt die Kleine Elster.

## Geschichte
Erstmals urkundlich erwähnt wurde Ponnsdorf im Jahr 1383 als „Pfundesdorf“. Bei der Dorfstruktur handelt es sich um ein Angerdorf. Der Ortsname ist von einem niederdeutschen Personennamen „Pfund“ bzw. „Pund“ abgeleitet, der Name Ponsdorf ist ab 1541 nachweisbar.
Ponnsdorf war früher ein Vasallengut der Pfandherrschaft Dobrilugk und gehörte neben sechs weiteren Dörfern zum Sonnewalder Anteil der Herrschaft. Der Ort hat lange Zeit zusammen mit Gröbitz dieselbe Besitzgeschichte. 1537 erhielt Caspar von Minckwitz die beiden Dörfer für die Zahlung eines Darlehns an den Abt und das Konvent zu Dobrilugk, durch die Säkularisation des Klosters im Jahr 1541 kam Minckwitz in den vollständigen Besitz des Dorfes und bekam 1557 durch Kaiser Ferdinand I. die Lehen. Im August 1629 wurden die Dörfer Ponnsdorf und Gröbitz für 13.000 Gulden von Johann Georg I. gekauft und dem Amt Finsterwalde angegliedert. Vor dem Wiener Kongress und den dort beschlossenen Gebietsabtretungen des Königreiches Sachsen an das Königreich Preußen gehörte Ponnsdorf zu Sachsen. Ab 1816 gehörte das Dorf zum Landkreis Luckau der preußischen Provinz Brandenburg.
1840 hatte Ponnsdorf laut der Topographisch-statistischen Übersicht des Regierungsbezirks Frankfurt a.d.O. 24 Wohngebäude mit 121 Einwohnern und gehörte dem Rentamt Dobrilugk an. Zu Ponnsdorf gehörten zwei Windmühlen. Kirchlich gehörte das Dorf zu Massen. Bis 1864 stieg die Einwohnerzahl in Ponnsdorf auf 176 an, der Ort war damals dem Amt Finsterwalde in der Standesherrschaft Dobrilugk angehörig. Für dieses Jahr ist zudem eine Ziegelei erwähnt.
Bis 1815 gehörte Ponnsdorf zum Luckauischen Kreis, dieser wurde nach den Gebietsänderungen des Wiener Kongresses in den Landkreis Luckau umgewandelt. Nach dem Zweiten Weltkrieg lag die Gemeinde zunächst in der Sowjetischen Besatzungszone und anschließend in der DDR. Bei der am 25. Juli 1952 in der DDR durchgeführten Kreisreform wurde die Gemeinde dem Kreis Finsterwalde im Bezirk Cottbus angegliedert. Nach der Wende wurde der Kreis Finsterwalde in Landkreis Finsterwalde umbenannt und schließlich aufgelöst, die Gemeinde Ponnsdorf wurde dem Landkreis Elbe-Elster zugeordnet und schloss sich dem Amt Kleine Elster (Niederlausitz) an. Am 31. Dezember 2001 wurde Ponnsdorf in die 1997 gebildete Gemeinde Massen-Niederlausitz eingegliedert.

## Bevölkerungsentwicklung
| 1875 | 186 | 1939 | 176 | 1981 | 142 |
| 1890 | 151 | 1946 | 291 | 1985 | 147 |
| 1910 | 171 | 1950 | 270 | 1989 | 143 |
| 1925 | 157 | 1964 | 177 | 1995 | 134 |
| 1933 | 170 | 1971 | 168 | 2000 | 143 |